# ビニメチニブ
ビニメチニブ（Binimetinib、商品名：メクトビ、治験コード：MEK162）は、Array Biopharmaが開発した抗癌性小分子化合物である。 ビニメチニブは、腫瘍の成長を促進するMAPK/ERKシグナル伝達経路の中心的なキナーゼであるMEKの選択的阻害剤である。多くの癌でMAPK/MEK経路が異常に活性化されている。2018年6月、米国FDAは、切除不能または転移性のBRAF V600EまたはV600K変異陽性悪性黒色腫の患者の治療のためにエンコラフェニブとの併用療法を承認した。
日本では小野薬品工業が開発し、2019年1月に『BRAF 遺伝子変異を有する根治切除不能な悪性黒色腫』に対するエンコラフェニブとの併用療法が承認された。
薬剤の併用療法を受けた患者で最も一般的な（≧25%）副作用は、疲労、嘔気、下痢、嘔吐、腹痛、関節痛であった。

## 作用機序
ビニメチニブは、経口投与が可能な分裂促進因子活性化タンパク質キナーゼ（MEK）阻害剤（より詳細にはMAP2K阻害剤）である。MEKは、細胞の増殖と生存に関与するRas/Raf/MEK/ERK経路の一部である。 MEKは多種の癌組織でアップレギュレート（活性亢進）されている。ビニメチニブは、ATPと競合せずMEK1/2キナーゼに結合してその活性を阻害する。MEK1/2キナーゼは、増殖、生存、血管新生などの主要な細胞活動を調節することが知られている。MEK1/2は、Ras/Raf/MEK/ERK経路の活性化に重要な役割を果たす二重特異性のスレオニン/チロシンキナーゼであり、多くの腫瘍細胞でしばしばアップレギュレートされている。MEK1/2の阻害により、MEK1/2依存性エフェクタータンパク質および転写因子の活性化が妨げられ、成長因子を介した細胞シグナル伝達が阻害される。前臨床研究で実証されている通り、これは最終的に腫瘍細胞増殖の阻害と、インターロイキン-1、-6、および腫瘍壊死因子などのさまざまな炎症性サイトカインの産生の阻害に繋がる。
1. ↑  MAPK/ERKシグナル伝達経路の一つ

## 臨床試験
2015年には、卵巣癌、BRAF変異型悪性黒色腫、NRAS Q61変異型悪性黒色腫の第III相臨床試験が行われていた。
2015年12月、Array社はNRAS変異型黒色腫の試験が成功したと発表した。この試験では、ビニメチニブを投与された患者の無増悪生存期間の中央値は2.8ヵ月であったが、標準的なダカルバジン治療を受けた患者では1.5ヵ月であった。
2016年4月に、低悪性度卵巣癌の第III相試験が有効性の欠如により中止されたことが報告された。
ビニメチニブは関節リウマチの治療への使用も検討されたが、第II相試験では効果は示されなかった。
NRAS変異型黒色腫での新薬承認申請資料は2016年6月に提出されたが、米国食品医薬品局 （FDA）は2017年、第III相試験のデータが不十分であり、申請を不受理とした旨をArray社に通知した。
2018年6月、FDAはビニメチニブとエンコラフェニブの組み合わせによるBRAF変異型悪性黒色腫の治療を承認した。FDAの承認は、BRAF V600変異陽性の黒色腫患者383人を対象とした1つの臨床試験（NCT01909453）に基づいて、局所進行または手術不能黒色腫への使用を認可するものであった。
日本での承認は、主に国際共同第III相試験（CMEK162B2301試験）の結果に基づいている:9。BRAF V600遺伝子変異陽性の局所進行切除不能または転移性悪性黒色腫を対象に、エンコラフェニブ+ビニメチニブ群（EB群）をベムラフェニブ群（V群）と比較した。
有効性の主要評価項目はPFSであり、EB群のV群に対する優越性が評価された。投与量はエンコラフェニブ450mg1日1回、ビニメチニブ45mg1日2回、ベムラフェニブ960mg1日2回であった。PFSの中央値はEB群が14.9ヵ月（95%CI：11.0 - 18.5）、V群が7.3ヵ月（95%CI：5.6 - 8.2）であり（ハザード比0.54；95%CI：0.41 - 0.71）、p＜0.001でEB群の優越性が示された。